# Metsovo
Metsovo (tiếng Hy Lạp: ?) là một khu tự quản ở vùng Íperos, Hy Lạp. Khu tự quản Metsovo có diện tích 364 km², dân số theo điều tra ngày 18 tháng 3 năm 2001 là 7177 người.